# Eriogonum pulchrum
Eriogonum pulchrum är en slideväxtart som beskrevs av Alice Eastwood. Eriogonum pulchrum ingår i släktet Eriogonum och familjen slideväxter. Inga underarter finns listade i Catalogue of Life.